# Psarantonis

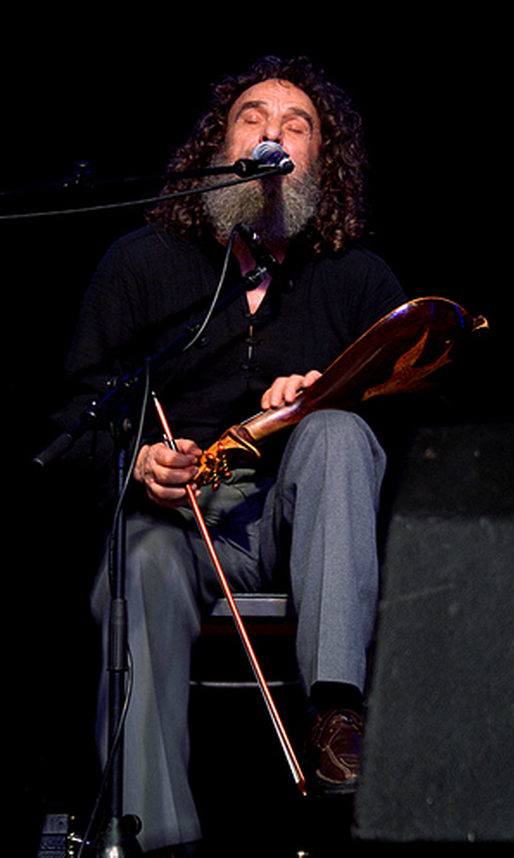
Psarantonis, durant le festival All Tomorrow's Parties, Butlins, Minehead, Royaume-Uni, le 27 avril 2007.

Antonis Xylouris (grec moderne : Αντώνης Ξυλούρης, 1937-), surnommé Psarantonis (grec moderne : Ψαραντώνης) est un compositeur grec, chanteur et musicien pratiquant la lyre crétoise, l'instrument à cordes typique de la Crète, survivant le plus populaire de la lyre byzantine. 
Psarantonis est originaire du village de montagnes d'Anogeia, en Crète, comme sa famille de nombreux musiciens professionnels, dont :
- son frère aîné Nikos Xylouris, mythique chanteur et musicien crétois mort précocement (1936-80) ;
- leur frère Yiannis Xylouris (né en 1943) ;
- son neveu Giorgis Xylouris, un fils de Nikos supra né vers 1960, mort accidentellement fin 2015, producteur radiophonique et co-gestionnaire avec sa mère du magasin de musique dédié à l'œuvre de son père Nikos à Athènes[1] ;
- le fils de Psarantonis, Giorgos Xylouris (en) (Γιώργoς Ξυλούρης), donc quasi-homonyme du précédent, son cousin germain, quant à lui né en 1965 et joueur de luth crétois.

Psarantonis est remarquable par son timbre de voix spécial, ainsi que son style de jeu dans sa pratique de la lyre. Bien que principalement connu pour la pratique de cet instrument, il maîtrise par ailleurs divers instruments traditionnels,.
Il commence à jouer de la lyre à 13 ans et enregistre son premier titre en 1964, intitulé J'ai pensé rompre avec toi (grec moderne : Εσκέφτηκα να σ'αρνηθώ). Il sort un certain nombre d'enregistrements depuis lors, et représente la Grèce à de nombreuses reprises dans des festivals à travers le monde,.
En mai 2005, Psarantonis donne un concert au Town Hall, New York, dans le cadre du vingtième anniversaire du World Music Institute. En 2007, il est présent au festival de rock All Tomorrow's Parties à Minehead, Royaume-Uni. En janvier 2009, il est invité dans le cadre d'un concert organisé par le groupe Nick Cave & The Bad Seeds, à Brisbane, Sydney et au Mont Buller.
En 2007, il a participé à la réalisation de l'album Krataia Asterope, du groupe grec Daemonia Nymphe, en tant que chanteur et joueur de lyre sur le titre Dios Astrapaiou.
En mars 2013, un projet de reportage est publié sur la plateforme Kickstarter et propose de s'intéresser à l'artiste, ainsi qu'à toute sa famille de musiciens.

## Discographie
- 1973 : Κρητική Ξαστεριά
- 1976 : Η Μάχη της Κρήτης
- 1976 : Πηγές
- 1978 : Σαϊτέματα
- 1982 : Αναστορήματα
- 1983 : Οι ρίζες μου
- 1985 : Εκτός Εαυτού
- 1986 : Να κάμω θέλω ταραχή
- 1989 : Τα μεράκια του Ψαραντώνη
- 1990 : Από φλόγες η Κρήτη ζωσμένη
- 1991 : 30 Χρόνια Ψαραντώνης
- 1991 : Μαθήματα Πατριδογνωσίας
- 1991 : Ο γιος του Ψηλορείτη - Son of Psiloritis
- 1994 : Παλιό κρασί 'ναι η σκέψη μου - My thoughts are like old wine
- 1995 : Μουσική Άνοιξη
- 1996 : Από Καρδιάς - De Profundis
- 1997 : Cretan Music - The way of Psarantonis
- 1998 : Νογώ - I reckon reflexions
- 1999 : Ιδαίον Άνδρον -Idaion Antron
- 2000 : Τέσσερις Δρόμοι για τον Ερωτόκριτο
- 2000 : Λεόντιος Μαχαιράς - Χρονικό της Κύπρου (Μουσική Ψαραντώνης)
- 2000 : Χαϊνιδες - Ο Ξυπόλυτος Πρίγκιπας
- 2001 : Νίκος Κυπουργος -Τα Μυστικά του Κήπου
- 2002 : Ριζίτικα - Rizitika
- 2002 : Παπά-Στεφανής ο Νίκας-Αγρίμι και Κοράσο
- 2007 : Ψαραντώνης & Βασίλης Σκουλάς - Άνθη του Χρόνου
- 2007 : Να 'χεν η Θάλασσα βουνά - Had the Sea mountains
- 2008 : Αντάρτες των βουνών - Mountain rebels
- 2009 : Εκειά που θέλω
- 2021 : Christina Nicolaou, σ´αγαπαω